# Одеса-Мала
Оде́са-Мала́ — проміжна залізнична станція Одеської дирекції Одеської залізниці на електрифікованій лінії Одеса-Застава I — Одеса-Головна. Розташована Хаджибейському районі міста Одеси, на вулиці Гранітній.

## Історія
Станція відкрита 1905 року. Окрім пасажирських платформ, біля станції розташована вантажна станція, яка отримала назву «Одеса-Товарна», куди приймаються вантажні поїзди, до 1997 року по вулиці Чернишевського (нині — вулиця Гранітна), яка знаходиться біля станції, був розташований залізничний переїзд зі шлагбаумом, але на переїзді був дуже інтенсивний розклад поїздів через що на переїзді виникало велике скупчення автівок. У 1997 році відкритий міст над залізничними коліями, який знаходиться на Водопровідний вулиці, тоді ж переїзд був закритий, демонтовані настили і шлагбауми, законсервований пост чергового по переїзду, залишений лише світлофор та настил для пішоходів. У 2015 році пост чергового було знесено, а металеве загородження замінено бетонним, у 2017 році з іншої сторони переїзду теж демонтовано  металеве загородження. Наразі переїзд біля станції Одеса-Мала повністю заріс травою, проте світлофорна та звукова сигналізація все ще працює.

## Пасажирське сполучення
На платформі Одеса-Мала зупиняються всі приміські електропоїзди. Для пасажирів облаштоване приміщення для очікування приміських електропоїздів та квиткова каса.

## Галерея

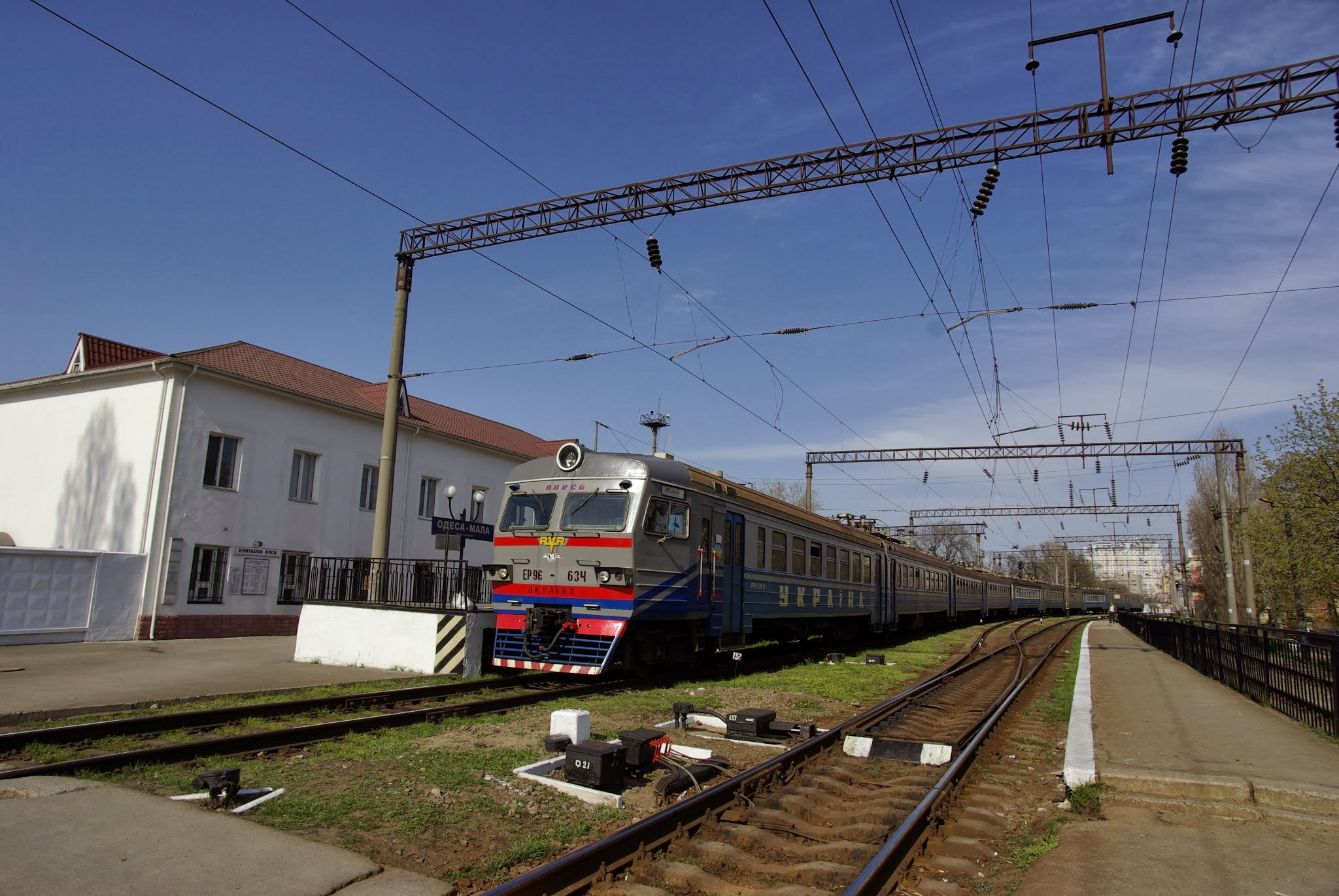
ЕР9Е-634 «Україна»
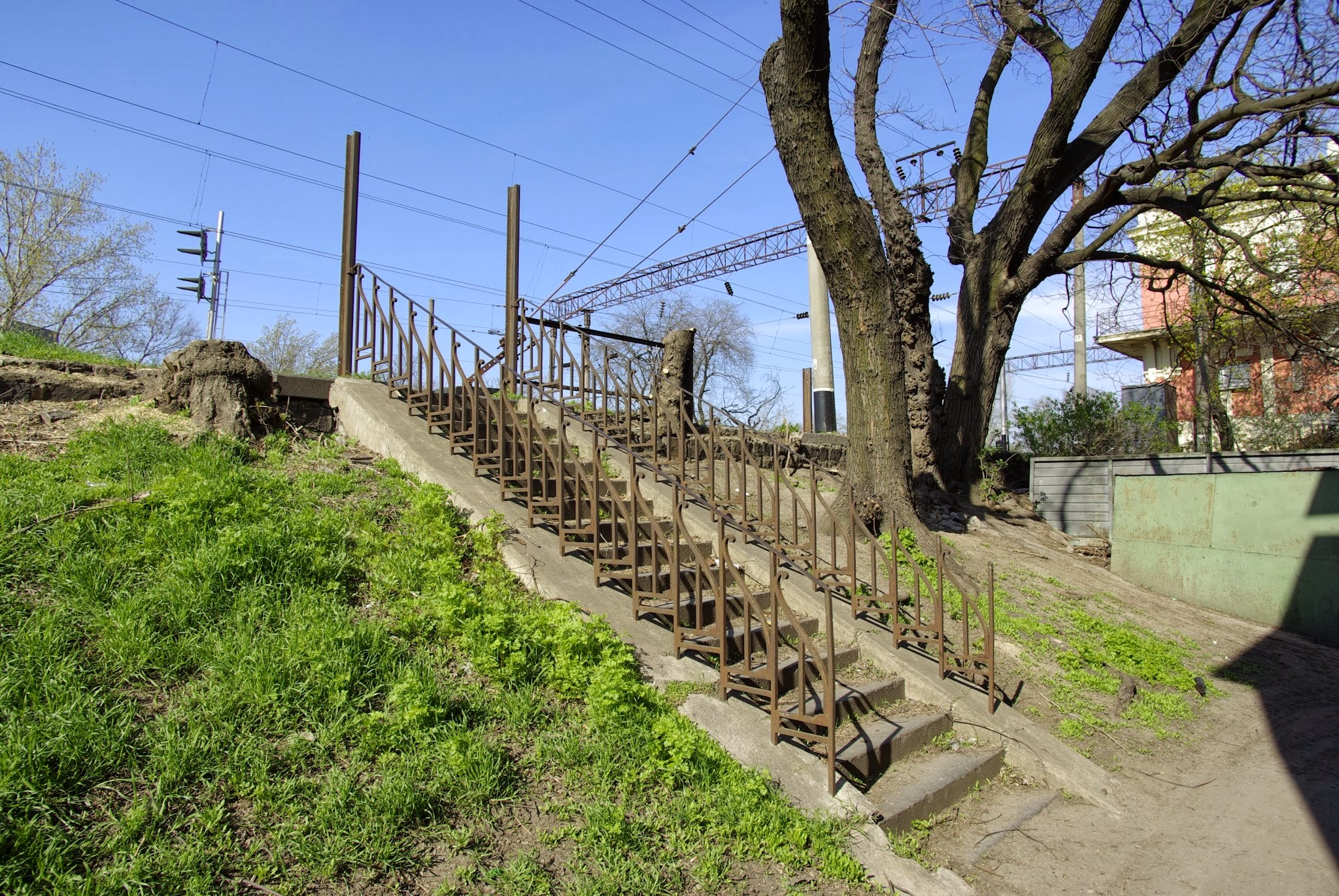
Сходи на платформу
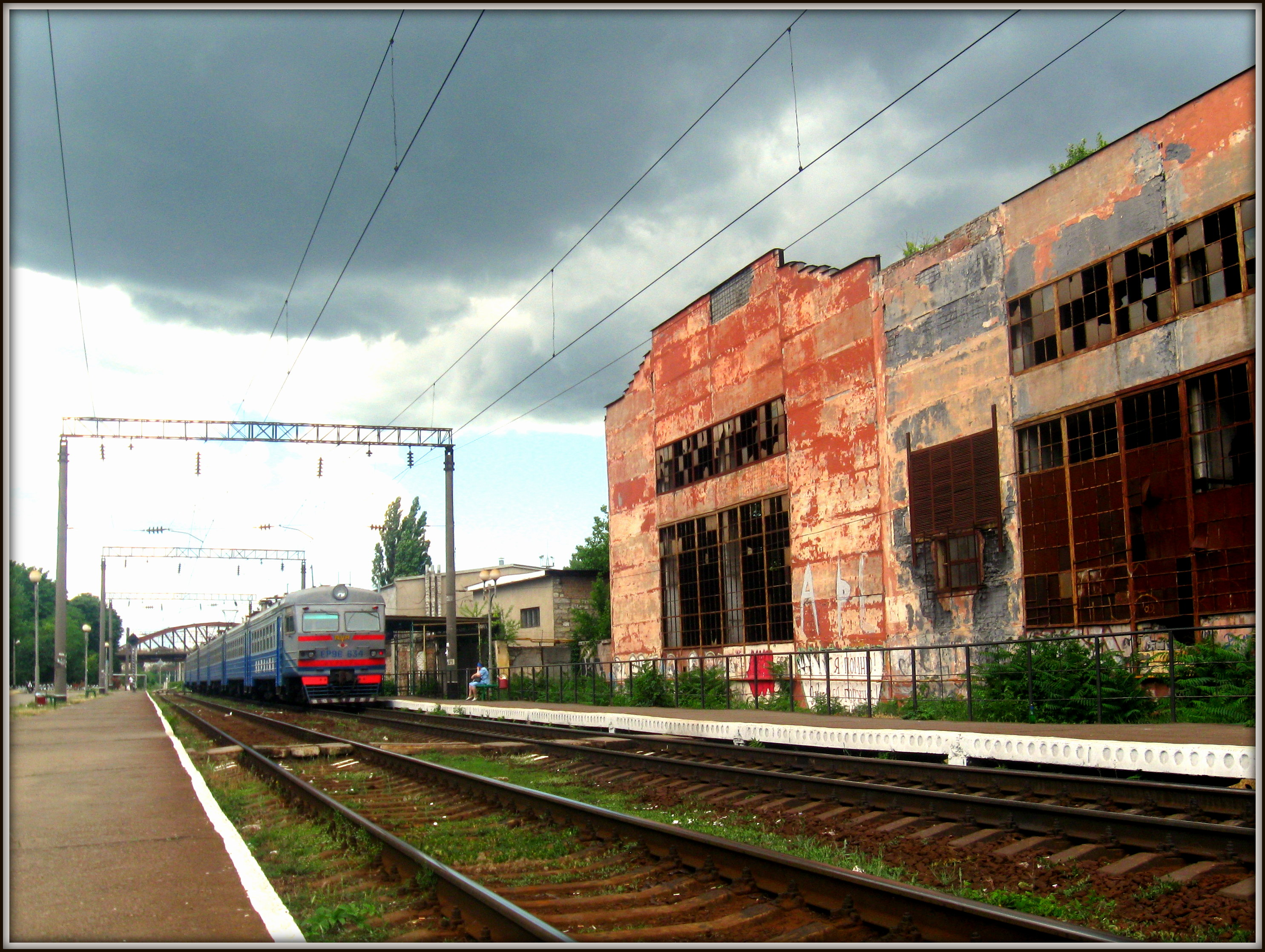
ЕР9Е-634 «Україна»
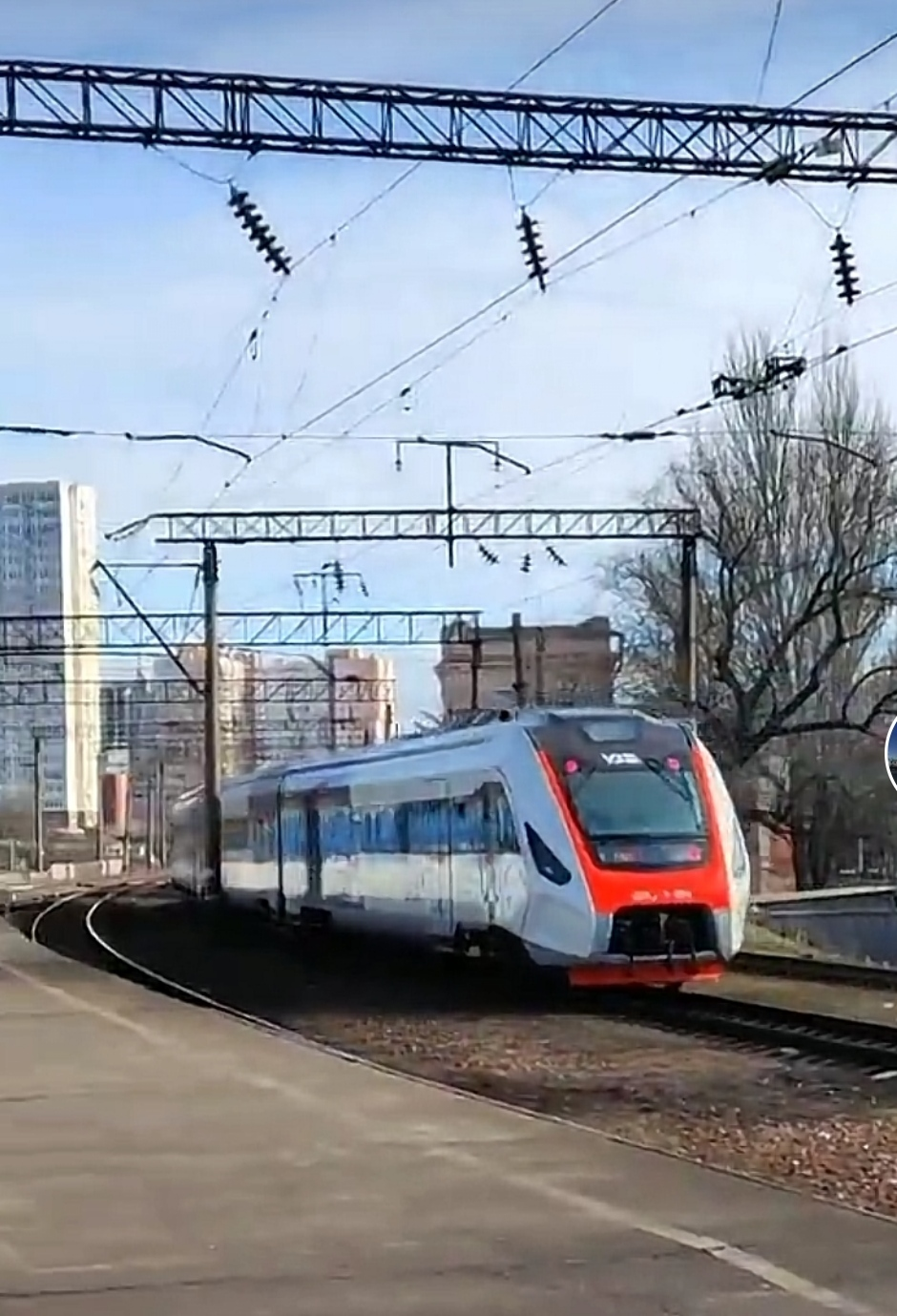
ДПКр-3 (січень 2022)